# Ягвуково
Ягву́ково (рос. Ягвуково) — присілок в Дебьоському районі Удмуртії, Росія.

## Населення
Населення — 17 осіб (2010; 17 в 2002).
Національний склад станом на 2002 рік:
- удмурти — 59 %
- росіяни — 41 %

## Урбаноніми[3]
- вулиці — Ягвуковська